# هيكتور مارتن
هيكتور مارتن (بالفرنسية: Hector Martin)‏ ولد بتاريخ 26 ديسمبر 1898 في بلجيكا، وتوفي في 9 أغسطس 1972، كان دراج بلجيكي في صنف سباق الدراجات على الطريق.

## سجل النتائج

### سباقات أو مراحل فاز بها
- طواف فرنسا

## روابط خارجية
- هيكتور مارتن على موقع أرشيف الدراجات (الإنجليزية)
- هيكتور مارتن على موقع إحصائيات الدراجات الإحترافية (الإنجليزية)
- هيكتور مارتن على موقع CycleBase (الإنجليزية)